# Schneider József
Schneider József (Alsószeleste, 1888. november 30. – Budapest, Józsefváros, 1963. augusztus 30.) kertész.

## Életpályája
Schneider József kertész és Schwarcz Johanna gyermekeként született. 1905-től a Magyar Királyi Kertészeti Tanintézetben tanult. 1908-tól hároméves külföldi tanulmányútra ment. 1911-től haláláig a budapesti egyetemi botanikus kert főkertésze. Az első világháború után felújította a botanikus kert növényállományát. Az 1928-ban Debrecenben megalapított új füvészkert alapítói között ő is ott volt Soó Rezsővel, Greguss Pálal és Rerrich Bélával együtt. A második világháború után sokat tett az elpusztult budapesti egyetemi botanikus kert helyreállításáért.
Házastársa Burschitz Gabriella Vilma volt, akit 1912. november 30-án Budapesten vett nőül.

## Kitüntetései
- A dísznövénytermesztés terén végzett több évtizedes tevékenységéért Entz Ferenc-emlékéremmel tüntették ki.

## Főbb munkái
- A gyógy- és vegyi-ipari növények termesztése (Augustin Bélával, Darvas Ferenccel, Budapest, 1921)